# Sabin Woolworth Colton
Sabin Woolworth Colton Jr. (Filadelfia, 18 marzo 1847 – Bryn Mawr, 29 gennaio 1925) è stato un imprenditore e investitore statunitense.
Fu il primo soggetto privato abilitato a condurre transazioni sia alla borsa di New York che a quella di Filadelfia.
Nel 1862 fu assunto come fattorino presso un'azienda di intermediazione mobiliare, più tardi divenne un impiegato presso la stessa azienda. In questo periodo "comprò una sedia" al Philadelphia Stock Exchange. La sua specialità consisteva nel sottoscrivere la creazione di società di pubblica utilità, in cambio di quote di tali società. 
Si ritirò in pensione nel 1910, dopo aver costruito una spaziosa villa di famiglia a Gladwyne in Pennsylvania e un'elegante residenza estiva in stile Arts and Crafts sull'isola di Greening, nel Maine.
È sepolto al West Laurel Hill Cemetery di Bala Cynwyd.